# Holmtjärnen (Älvdalens socken, Dalarna)
Holmtjärnen är en sjö i Älvdalens kommun i Dalarna och ingår i Dalälvens huvudavrinningsområde.